# جون نابير
جون نابير (بالإنجليزية: John Napier)‏ ولد في ميركيستون قرب العاصمة الإسكتلندية إدنبرة سنة 1550 وتوفي في 14 أبريل سنة 1617. هو لاهوتي وفيزيائي وفلكي وعالم رياضيات إسكتلندي. ينحدر من عائلة غنية وكان أيضا بارون مارشيستون، كما اشتهر كذلك بدفاعه عن البروتستانتية.
يعرف جون نابير أساسا على أنه هو مخترع اللوغاريتم، ولكنه أيضا عمم استعمال النقطة الفاصلة في الحسابات وفي الرياضيات عموما.

## حياته
ولد نابيير في عائلة غنية. توفيت أمه بشكل غير منتظر في عام 1563.
في عام 1563 أو في عام 1566، غادر نابيير إسكتلندا مسافرا إلى أوروبا القارية من أجل الدراسة. لا يُعلم أين درس بالتحديد. رغم عدم وجود برهان قاطع، من المحتمل أنه يكون قد درس في جامعة باريس وأنه أقام في مدن بال وجنيف وينا وماربورغ، وحتى في إيطاليا. قد يكون قد التقى بكل من العلماء سيمون ستيفين والفرنسي فرانسوا فييت وميكائيل شتيفل.
في عام 1571، رجع نابيير إلى إسكتلندا وعمره الواحد والعشرون.
مات وهو في سن السابعة والستين.

## أهم الأكتشافات الرياضية
لم تكن الرياضيات من بين اهتمامات نابيير الأساسية لكنه أنشأ عدة صيغ في علم المثلثات الكروية وكان الهدف منها تبسيط الحسابات الفلكية، كما ألف أول جدول للوغارتميات سمي بجدول نابير الذي استخدم لتسهيل العمليات الحسابية كالضرب والقسمة. صدرت بعد ذلك جداول أخرى من بينها جداول اللوغارتميات العشرية التي ظلت تستخدم حتى منتصف القرن العشرين وانتهت الحاجة إليها بسبب ظهور الحواسب والحاسبات الإلكترونية.

## التكريم
نظرا لإسهاماته أُطلق اسم نابير على جامعة نابير في إسكتلندا، و كذلك في الرياضيات على اللوغاريتم النيبيري وفي الفيزياء أيضا على الوحدة التي تحمل اسمه.

## وصلات خارجية
- جون نابير على موقع الموسوعة البريطانية (الإنجليزية)
- سيرة مفصلة لنابير بقلم جيرمي هودجيز (بالإنجليزية)